# Niedźwiedź (posąg)
„Niedźwiedź” (inna nazwa: „Niedźwiedzica”, „Dzik”) – posąg o domniemanej roli kultowej, powstały prawdopodobnie w okresie lateńskim (około 400–200 roku p.n.e.), umieszczony w 1903 roku na szczycie Ślęży, związany z kręgiem kultury celtyckiej.

## Charakterystyka
Rzeźba wykonana dość prymitywnie z jasnego granodiorytu biotytowego, tzw. granitu strzeblowskiego, zapewne ślężańskiego, długa na około 148 cm, o szerokości od 47 do 57 cm, wysoka na około 100 cm przedstawia schematycznie przedstawione zwierzę stojące na czterech łapach, zapewne niedźwiedzia lub dzika, z niedźwiedzim ogonem. Pary łap zostały przedstawione jako kolumny. Posąg jest uszkodzony – brak dolnych części łap, a powierzchnia głowy jest zniszczona. Na rzeźbie wyryto dwa znaki: jeden starszy na boku rzeźby (obecnie zatarty) i drugi w postaci ukośnego krzyża na brzuchu, wykonany prawdopodobnie na początku XX wieku.

## Historia
Obiekt powstał prawdopodobnie w okresie lateńskim, w przedziale czasowym od 400 roku p.n.e. do około 200 roku p.n.e. Rzeźba została odkryta przy drodze w okolicy Strzegomian; prawdopodobnie nie była to pierwotna lokalizacja posągu. Możliwe, że znajdował się w jednym ze świętych kręgów na Ślęży. W czasach nowożytnych była znana co najmniej od XVIII wieku, leżała wówczas na boku. Rzeźba stała się bardziej znana od 1853 roku, kiedy to została już ustawiona pionowo. W 1903 roku posąg przeniesiono na  szczyt Ślęży, początkowo w okolice nowego schroniska, następnie w pobliże kościoła Nawiedzenia Najświętszej Maryi Panny, gdzie stoi pod jaworem.
Drugi posąg niedźwiedzia w obrębie masywu Ślęży znajduje się poniżej, przy żółtym szlaku prowadzącym z Wieżycy. Został umieszczony w zadaszonej wiacie obok posągu znanego jako Panna z rybą. Możliwe, że tworzył „parę” z rzeźbą znalezioną w Strzegomianach.

## Rzeźba w kulturze

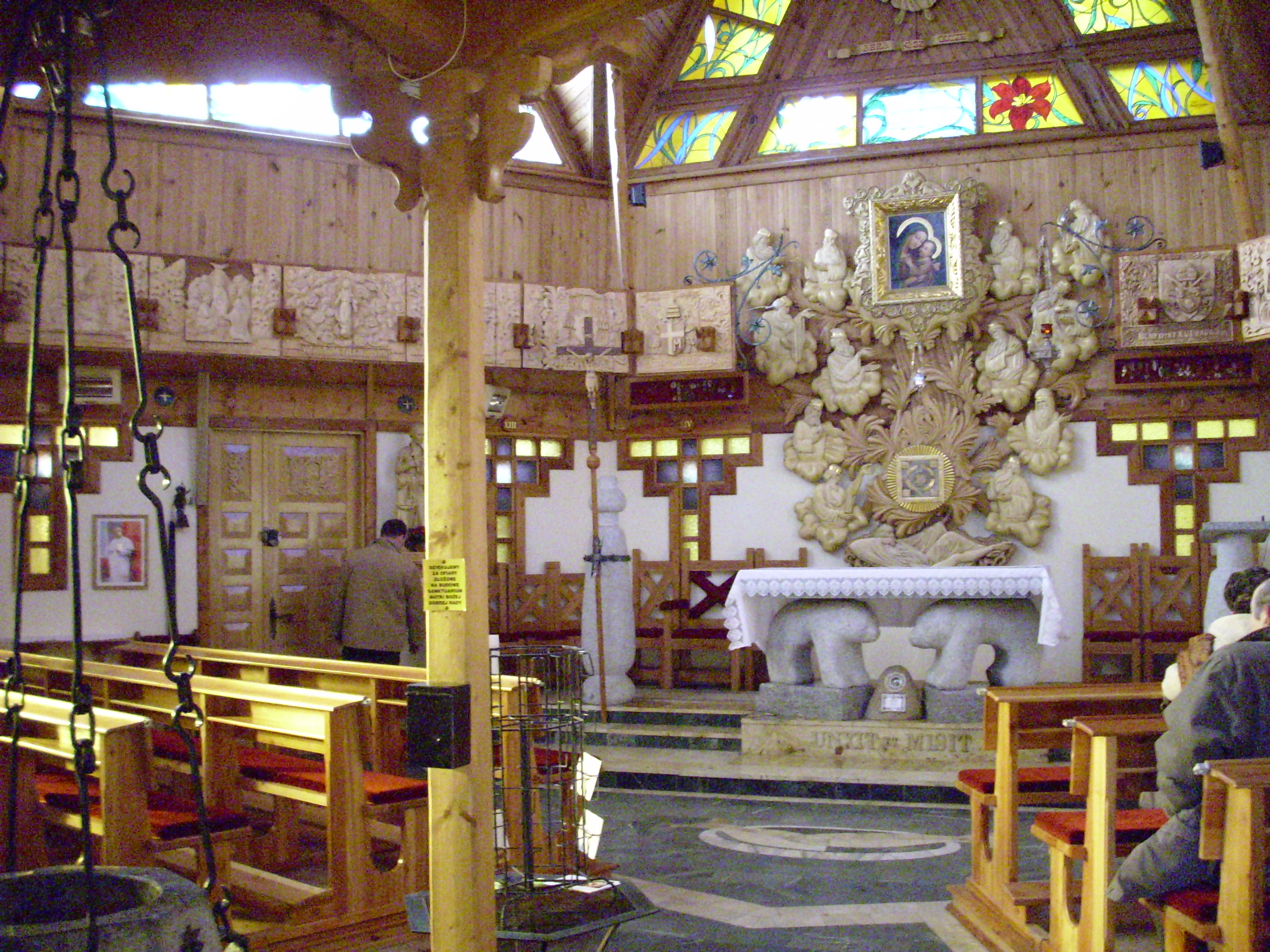
Ołtarz kaplicy Matki Bożej Dobrej Rady w Sulistrowiczkach, pod mensą ołtarzową dwa niedźwiedzie (2008)

Posąg był łączony w średniowiecznej legendzie z postacią Piotra Włostowica, który miał spotkać dzika na polowaniu. Rzeźbie nadawano ludowe nazwy: „Maciora”, „Dzika Świnia” lub „Dzik”. Mieszkańcy Strzegomian mieli pozdrawiać rzeźbę okrzykiem: Dziku, masz tu prosię, jednocześnie obrzucając ją kamieniami; rzucanie kamieniami w „Niedźwiedzia” zdarzało się w czasach historycznych. Powody tego nie są znane. Obok rzeźby znajdował się kopczyk kamieni, którym została obrzucona.
Sylwetka rzeźby znajdowała się w herbie Sobótki, zaprojektowanym w 1960 roku. W Sulistrowiczkach, pod mensą ołtarzową w kaplicy Matki Bożej Dobrej Rady znajdują się dwie rzeźby niedźwiedzi, zbliżone do posągów ze Ślęży, nawiązujące do miejscowych kultów pogańskich.